# Comitatul Switzerland, Indiana
Comitatul Switzerland, conform originalului din limba engleză, Benton County, este unul din cele 93 de comitate ale statului american Indiana. Conform recensământului Statelor Unite Census 2000, efectuat de United States Census Bureau, populația totală era de 9.065 de locuitori. Sediul comitatului este orașul Fowler GR6.

## Istoric
Comitatul a luat ființă în anul 1814 și a fost numit după țara de origine a multora dintre primii coloniști (Elveția).

## Geografie
Comitatul Switzerland se întinde pe o suprafață de 579 km², din care 573 km² este uscat iar 6 km² apă. Pe teritoriul comitatului se află localitățile Pleasant, Cotton, Posey, Craig, Jefferson, Vevay, York și Patriot.
La recensământul din anul 2000 comitatul avea 9.065 locuitori.

### Comitate înconjurătoare
- Ohio la nord
- Gallatin, statul  Kentucky la est
- Carroll, statul  Kentucky la sud
- Jefferson la vest
- Ripley la nord-vest

### Drumuri importante
- Indiana State Road 56
- Indiana State Road 129
- Indiana State Road 156
- Indiana State Road 250

## Demografie
|  | Graficele sunt indisponibile din cauza unor probleme tehnice. Mai multe informații se găsesc la Phabricator și la wiki-ul MediaWiki. |

Date: Wikidata - grafică realizată de Wikipedia

### Orașe
- Patriot
- Vevay

### Comunități fără personalitate juridică
- Center Square
- Florence
- East Enterprise

### Alte localități
- Cotton
- Craig
- Jefferson
- Pleasant
- Posey
- York

## Demografie

Piramida vârstelor din comitatul Switzerland, Indiana (Census 2000)

După datele recensământului din anul 2000 aici trăiau 9.065 persoane și existau 4.226 gospodării.
Structura demografică
- 98,78 % erau albi
- 0,23 % afro-americani
- 0,09 % asiatici
- 0,01 % locuitori ai insulelor din Pacific
- 0,86 % latino-americani
- 0,74 % alte grupări etnice